# کیت تریلور
کیت تریلور (انگلیسی: Keith Traylor؛ زادهٔ ۳ سپتامبر ۱۹۶۹) یک بازیکن فوتبال آمریکایی اهل ایالات متحده آمریکا است.
از باشگاه‌هایی که در آن بازی کرده‌است می‌توان به میامی دلفینز، شیکاگو بیرز، نیو انگلند پتریوتس، کانزاس سیتی چیفس، گرین بی پکرز، و دنور برانکوز اشاره کرد.